# Kloster Karlstadt
Das Kloster Karlstadt ist ein ehemaliges Kloster der Kapuziner in Karlstadt in Bayern in der Diözese Würzburg.

## Geschichte
Das Maria von den Engeln geweihte Kloster wurde 1647 durch Bürger von Karlstadt gegründet; es wurde 1804 im Zuge der Säkularisation aufgelöst. 1804 bis 1808 diente das Kloster als Salzmagazin. 1808 wurde es wieder begründet. 1966 erfolgte der Umzug des Konvents in das Gemeindezentrum der Stadtpfarrei „Zur hl. Familie“. Der Konvent wurde 1976 geschlossen.
Das alte Kloster „zum Helfenstein“ wurde 1974 für Dreharbeiten zu einer Episode der Fernsehserie Freiwillige Feuerwehr bewusst abgebrannt. Auf dem einstigen Klostergelände befindet sich heute das Rathaus.